# Championnat de Turquie de football
 (décembre 2024).
 (août 2022).
La SüperLig est le championnat professionnel turc de football créé en 1959 après deux éditions de la Coupe de la fédération turque (1957 et 1958) et divers championnats créés en 1923. Les clubs prestigieux d'Istanbul à savoir Galatasaray, Fenerbahçe et Besiktas ainsi que Trabzonspor, Bursaspor et İstanbul Başakşehir FK sont les seuls vainqueurs du titre depuis la création du championnat. 
À partir de la saison 2010-2011, la Fédération de Turquie de football a décidé de donner l'autorisation de signer à 10 joueurs étrangers pour les clubs de SporToto Super Lig. Les clubs ont le droit de mettre huit d'entre eux sur la feuille de match, dont six sur le terrain. Les deux autres joueurs ont le droit d'être présents parmi les remplaçants,.
À partir de la saison 2015-2016, la Fédération de Turquie de football a pris la décision de supprimer la limitation de joueurs étrangers au sein des clubs turcs, 11 joueurs étrangers pourront être présents sur la pelouse à partir de la saison 2015-2016.
Avec cette décision de la fédération, les clubs turcs pourront compter jusqu’à 14 joueurs étrangers.

## Participants de la saison 2024-2025
| \| Istanbul Trabzonspor Konyaspor Antalyaspor Sivasspor Alanyaspor Kayserispor Gaziantep FK Hatayspor Adana \| Localisation des clubs engagés dans le championnat. |
| Istanbul Trabzonspor Konyaspor Antalyaspor Sivasspor Alanyaspor Kayserispor Gaziantep FK Hatayspor Adana                                                           |

| Istanbul Trabzonspor Konyaspor Antalyaspor Sivasspor Alanyaspor Kayserispor Gaziantep FK Hatayspor Adana |

| \| Başakşehir Galatasaray Beşiktaş Kasımpaşa Fenerbahçe \| Clubs stambouliotes |
| Başakşehir Galatasaray Beşiktaş Kasımpaşa Fenerbahçe                           |

| Başakşehir Galatasaray Beşiktaş Kasımpaşa Fenerbahçe |

| Club                | Dernière montée | Classement 2023-2024 | Entraîneur          | Depuis | Stade                              | Capacité théorique |
| ------------------- | --------------- | -------------------- | ------------------- | ------ | ---------------------------------- | ------------------ |
| Galatasaray SK      | 1959            | 1er                  | Okan Buruk          | 2022   | Rams Park                          | 52 562             |
| Fenerbahçe SK       | 1959            | 2e                   | José Mourinho       | 2024   | Ülker Stadyumu                     | 50 509             |
| Trabzonspor         | 1974            | 3e                   | Fatih Tekke         | 2025   | Papara Park                        | 41 461             |
| Istanbul Başakşehir | 2014            | 4e                   | Çağdaş Atan         | 2023   | Başakşehir Fatih Terim Stadyumu    | 17 801             |
| Kasımpaşa SK        | 2012            | 5e                   | Burak Yılmaz        | 2025   | Recep-Tayyip Erdoğan Stadyumu      | 14 234             |
| Beşiktaş JK         | 1959            | 6e                   | Ole Gunnar Solskjær | 2025   | Tüpraş Stadyumu                    | 41 903             |
| Sivasspor           | 2017            | 7e                   | Rıza Çalımbay       | 2019   | Yeni 4 Eylül Stadyumu              | 27 532             |
| Alanyaspor          | 2016            | 8e                   | Sami Uğurlu         | 2022   | Alanya Oba Stadyumu                | 10 130             |
| Çaykur Rizespor     | 2023            | 9e                   | İlhan Palut         | 2023   | Çaykur Didi Stadyumu               | 15 558             |
| Antalyaspor         | 2015            | 10e                  | Emre Belözoğlu      | 2020   | Antalya Stadyumu                   | 32 539             |
| Gaziantep FK        | 2019            | 11e                  | Selçuk İnan         | 2024   | Gaziantep Stadyumu                 | 33 502             |
| Adana Demirspor     | 2021            | 12e                  | Mustafa Alper Avcı  | 2021   | Yeni Adana Stadyumu                | 33 543             |
| Samsunspor          | 2023            | 13e                  | Thomas Reis         | 2024   | Samsun 19 Mayıs Stadyumu           | 33 919             |
| Kayserispor         | 2015            | 14e                  | Sergej Jakirović    | 2025   | Kayseri Kadir Has Şehir Stadyumu   | 32 864             |
| Hatayspor           | 2020            | 15e                  | Murat Şahin         | 2025   | Yeni Hatay Stadyumu                | 25 000             |
| Konyaspor           | 2013            | 16e                  | Recep Uçar          | 2024   | Konya Büyükşehir Belediye Stadyumu | 41 981             |
| Eyüpspor            | 2024            | 1er D2               | Arda Turan          | 2023   | Eyüp Stadyumu                      | 13 797             |
| Göztepe SK          | 2024            | 2e D2                | Stanimir Stoilov    | 2023   | Gürsel Aksel Stadyumu              | 20 756             |
| Bodrum FK           | 2024            | 4e D2                | José Morais         | 2025   | Grey Beton Bodrum Stadyumu         | 4 243              |

Légende des couleurs
- Barrages de la Ligue des champions 2024-2025
- Deuxième tour de qualification de la Ligue des champions 2024-2025
- Barrages de la Ligue Europa 2024-2025
- Deuxième tour de qualification de la Ligue Europa Conférence 2024-2025
- Promu de 1.Lig 2023-2024

## Palmarès
| Saison    | Champion                | Vice-champion       | Meilleur(s) buteur(s)                                                       |
| --------- | ----------------------- | ------------------- | --------------------------------------------------------------------------- |
| 1956-1957 | Beşiktaş (1)            | Galatasaray         | Aucune information                                                          |
| 1957-1958 | Beşiktaş (2)            | Galatasaray         | Aucune information                                                          |
| 1959      | Fenerbahçe (1)          | Galatasaray         | Metin Oktay (Galatasaray, 11 buts)                                          |
| 1959-1960 | Beşiktaş (3)            | Fenerbahçe          | Metin Oktay (Galatasaray, 33 buts)                                          |
| 1960-1961 | Fenerbahçe (2)          | Galatasaray         | Metin Oktay (Galatasaray, 36 buts)                                          |
| 1961-1962 | Galatasaray (1)         | Fenerbahçe          | Fikri Elma (Ankara Demirspor, 21 buts)                                      |
| 1962-1963 | Galatasaray (2)         | Beşiktaş            | Metin Oktay (Galatasaray, 38 buts)                                          |
| 1963-1964 | Fenerbahçe (3)          | Beşiktaş            | Güven Önüt (Beşiktaş, 19 buts)                                              |
| 1964-1965 | Fenerbahçe (4)          | Beşiktaş            | Metin Oktay (Galatasaray, 17 buts)                                          |
| 1965-1966 | Beşiktaş (4)            | Galatasaray         | Ertan Adatepe (Ankaragücü, 20 buts)                                         |
| 1966-1967 | Beşiktaş (5)            | Fenerbahçe          | Ertan Adatepe (Ankaragücü, 18 buts)                                         |
| 1967-1968 | Fenerbahçe (5)          | Galatasaray         | Fevzi Zemzem (Göztepe, 19 buts)                                             |
| 1968-1969 | Galatasaray (3)         | Eskişehirspor       | Metin Oktay (Galatasaray, 17 buts)                                          |
| 1969-1970 | Fenerbahçe(6)           | Eskişehirspor       | Fethi Heper (Eskişehirspor, 13 buts)                                        |
| 1970-1971 | Galatasaray (4)         | Fenerbahçe          | Ogün Altıparmak (Fenerbahçe, 16 buts)                                       |
| 1971-1972 | Galatasaray (5)         | Eskişehirspor       | Fethi Heper (Eskişehirspor, 20 buts)                                        |
| 1972-1973 | Galatasaray (6)         | Fenerbahçe          | Osman Arpacıoğlu (Fenerbahçe, 16 buts)                                      |
| 1973-1974 | Fenerbahçe (7)          | Beşiktaş            | Cemil Turan (Fenerbahçe, 14 buts)                                           |
| 1974-1975 | Fenerbahçe (8)          | Galatasaray         | Ömer Kaner (Eskişehirspor, 14 buts)                                         |
| 1975-1976 | Trabzonspor (1)         | Fenerbahçe          | Cemil Turan (Fenerbahçe, 17 buts) Ali Osman Renklibay (Ankaragücü, 17 buts) |
| 1976-1977 | Trabzonspor (2)         | Fenerbahçe          | Necmi Perekli (Trabzonspor, 18 buts)                                        |
| 1977-1978 | Fenerbahçe (9)          | Trabzonspor         | Cemil Turan (Fenerbahçe, 17 buts)                                           |
| 1978-1979 | Trabzonspor (3)         | Galatasaray         | Özer Umdu (Adanaspor, 15 buts)                                              |
| 1979-1980 | Trabzonspor (4)         | Fenerbahçe          | Mustafa Denizli (Altay, 12 buts) Bahtiyar Yorulmaz (Bursaspor, 12 buts)     |
| 1980-1981 | Trabzonspor (5)         | Adanaspor           | Bora Öztürk (Adanaspor, 15 buts)                                            |
| 1981-1982 | Beşiktaş (6)            | Trabzonspor         | Selçuk Yula (Fenerbahçe, 16 buts)                                           |
| 1982-1983 | Fenerbahçe (10)         | Trabzonspor         | Selçuk Yula (Fenerbahçe, 19 buts)                                           |
| 1983-1984 | Trabzonspor (6)         | Fenerbahçe          | Tarik Hodžić (Galatasaray, 16 buts)                                         |
| 1984-1985 | Fenerbahçe (11)         | Beşiktaş            | Aykut Yiğit (Sakaryaspor, 20 buts)                                          |
| 1985-1986 | Beşiktaş (7)            | Galatasaray         | Tanju Çolak (Samsunspor, 33 buts)                                           |
| 1986-1987 | Galatasaray (7)         | Beşiktaş            | Tanju Çolak (Samsunspor, 25 buts)                                           |
| 1987-1988 | Galatasaray (8)         | Beşiktaş            | Tanju Çolak (Galatasaray, 39 buts)                                          |
| 1988-1989 | Fenerbahçe (12)         | Beşiktaş            | Aykut Kocaman (Fenerbahçe, 29 buts)                                         |
| 1989-1990 | Beşiktaş (8)            | Fenerbahçe          | Feyyaz Uçar (Beşiktaş, 28 buts)                                             |
| 1990-1991 | Beşiktaş (9)            | Galatasaray         | Tanju Çolak (Galatasaray, 31 buts)                                          |
| 1991-1992 | Beşiktaş (10)           | Fenerbahçe          | Aykut Kocaman (Fenerbahçe, 25 buts)                                         |
| 1992-1993 | Galatasaray (9)         | Beşiktaş            | Tanju Çolak (Fenerbahçe, 27 buts)                                           |
| 1993-1994 | Galatasaray (10)        | Fenerbahçe          | Bülent Uygun (Fenerbahçe, 22 buts)                                          |
| 1994-1995 | Beşiktaş (11)           | Trabzonspor         | Aykut Kocaman (Fenerbahçe, 27 buts)                                         |
| 1995-1996 | Fenerbahçe (13)         | Trabzonspor         | Shota Arveladze (Trabzonspor, 25 buts)                                      |
| 1996-1997 | Galatasaray (11)        | Beşiktaş            | Hakan Şükür (Galatasaray, 38 buts)                                          |
| 1997-1998 | Galatasaray (12)        | Fenerbahçe          | Hakan Şükür (Galatasaray, 33 buts)                                          |
| 1998-1999 | Galatasaray (13)        | Beşiktaş            | Hakan Şükür (Galatasaray, 18 buts)                                          |
| 1999-2000 | Galatasaray (14)        | Beşiktaş            | Serkan Aykut (Samsunspor, 30 buts)                                          |
| 2000-2001 | Fenerbahçe (14)         | Galatasaray         | Okan Yılmaz (Bursaspor, 23 buts)                                            |
| 2001-2002 | Galatasaray (15)        | Fenerbahçe          | İlhan Mansız (Beşiktaş, 21 buts) Arif Erdem (Galatasaray, 21 buts)          |
| 2002-2003 | Beşiktaş (12)           | Galatasaray         | Okan Yılmaz (Bursaspor, 24 buts)                                            |
| 2003-2004 | Fenerbahçe (15)         | Trabzonspor         | Zafer Biryol (Konyaspor, 25 buts)                                           |
| 2004-2005 | Fenerbahçe (16)         | Trabzonspor         | Fatih Tekke (Trabzonspor, 31 buts)                                          |
| 2005-2006 | Galatasaray (16)        | Fenerbahçe          | Gökhan Ünal (Kayserispor, 25 buts)                                          |
| 2006-2007 | Fenerbahçe (17)         | Beşiktaş            | Alexsandro de Souza (Fenerbahçe, 19 buts)                                   |
| 2007-2008 | Galatasaray (17)        | Fenerbahçe          | Semih Şentürk (Fenerbahçe, 17 buts)                                         |
| 2008-2009 | Beşiktaş (13)           | Sivasspor           | Milan Baroš (Galatasaray, 20 buts)                                          |
| 2009-2010 | Bursaspor (1)           | Fenerbahçe          | Ariza Makukula (Kayserispor, 21 buts)                                       |
| 2010-2011 | Fenerbahçe (18)         | Trabzonspor         | Alexsandro De Souza (Fenerbahçe, 28 buts)                                   |
| 2011-2012 | Galatasaray (18)        | Fenerbahçe          | Burak Yilmaz (Trabzonspor, 32 buts)                                         |
| 2012-2013 | Galatasaray (19)        | Fenerbahçe          | Burak Yilmaz (Galatasaray, 24 buts)                                         |
| 2013-2014 | Fenerbahçe (19)         | Galatasaray         | Aatif Chahechouhe (Sivasspor, 17 buts)                                      |
| 2014-2015 | Galatasaray (20)        | Fenerbahçe          | Fernandão (Bursaspor, 22 buts)                                              |
| 2015-2016 | Beşiktaş (14)           | Fenerbahçe          | Mario Gómez (Beşiktaş, 26 buts)                                             |
| 2016-2017 | Beşiktaş (15)           | İstanbul Başakşehir | Vágner Love (Alanyaspor, 23 buts)                                           |
| 2017-2018 | Galatasaray (21)        | Fenerbahçe          | Bafetimbi Gomis (Galatasaray, 29 buts)                                      |
| 2018-2019 | Galatasaray (22)        | İstanbul Başakşehir | Mbaye Diagne (Galatasaray, 31 buts)                                         |
| 2019-2020 | İstanbul Başakşehir (1) | Trabzonspor         | Alexander Sørloth (Trabzonspor, 24 buts)                                    |
| 2020-2021 | Beşiktaş (16)           | Galatasaray         | Aaron Boupendza (Hatayspor, 22 buts)                                        |
| 2021-2022 | Trabzonspor (7)         | Fenerbahçe          | Umut Bozok (Kasımpaşa SK, 20 buts)                                          |
| 2022-2023 | Galatasaray (23)        | Fenerbahçe          | Enner Valencia (Fenerbahçe, 29 buts)                                        |
| 2023-2024 | Galatasaray (24)        | Fenerbahçe          | Mauro Icardi (Galatasaray, 25 buts)                                         |
| 2024-2025 | Galatasaray (25)        | Fenerbahçe          | Victor Osimhen (Galatasaray, 25 buts)                                       |

## Bilan
| Club                | Titres | Années |
| ------------------- | ------ | --- |
| Galatasaray SK      | 25     | 1962, 1963, 1969, 1971, 1972, 1973, 1987, 1988, 1993, 1994, 1997, 1998, 1999, 2000, 2002, 2006, 2008, 2012, 2013, 2015, 2018, 2019, 2023, 2024, 2025 |
| Fenerbahçe SK       | 19     | 1959, 1961, 1964, 1965, 1968, 1970, 1974, 1975, 1978, 1983, 1985, 1989, 1996, 2001, 2004, 2005, 2007, 2011, 2014                                     |
| Beşiktaş JK         | 16     | 1957, 1958, 1960, 1966, 1967, 1982, 1986, 1990, 1991, 1992, 1995, 2003, 2009, 2016, 2017, 2021                                                       |
| Trabzonspor         | 7      | 1976, 1977, 1979, 1980, 1981, 1984, 2022 |
| Bursaspor           | 1      | 2010 |
| İstanbul Başakşehir | 1      | 2020 |
| Eskişehirspor       | -      | |
| Adanaspor           | -      | |
| Sivasspor           | -      | |

## Statistiques
|    | Joueurs        | Buts |
| -- | -------------- | ---- |
| 1  | Hakan Şükür    | 249  |
| 2  | Tanju Çolak    | 240  |
| 3  | Hami Mandıralı | 219  |
| 4  | Metin Oktay    | 217  |
| 5  | Aykut Kocaman  | 200  |
| 6  | Feyyaz Uçar    | 191  |
| 7  | Burak Yılmaz   | 188  |
| 8  | Serkan Aykut   | 188  |
| 9  | Umut Bulut     | 163  |
| 10 | Fevzi Zemzem   | 146  |

|    | Joueurs         | Matchs |
| -- | --------------- | ------ |
| 1  | Umut Bulut      | 515    |
| 2  | Oğuz Çetin      | 503    |
| 3  | Rıza Çalımbay   | 494    |
| 4  | Hakan Şükür     | 489    |
| 5  | Hami Mandıralı  | 476    |
| 6  | Kemal Yıldırım  | 475    |
| 7  | Mehmet Nas      | 447    |
| 8  | Recep Çetin     | 437    |
| 9  | Müjdat Yetkiner | 429    |
| 10 | Bülent Korkmaz  | 428    |

### Meilleurs buteurs par saison
| Saison  | Joueur            | Club                        | Buts |
| ------- | ----------------- | --------------------------- | ---- |
| 2023-24 | Mauro Icardi      | Galatasaray SK              | 25   |
| 2022-23 | Enner Valencia    | Fenerbahçe                  | 29   |
| 2021-22 | Umut Bozok        | Kasımpaşa SK                | 20   |
| 2020-21 | Aaron Boupendza   | Hatayspor                   | 22   |
| 2019-20 | Alexander Sørloth | Trabzonspor                 | 24   |
| 2018-19 | Mbaye Diagne      | Kasımpaşa SK,Galatasaray SK | 30   |
| 2017-18 | Bafétimbi Gomis   | Galatasaray SK              | 29   |
| 2016-17 | Vágner Love       | Alanyaspor                  | 23   |
| 2015-16 | Mario Gomez       | Beşiktaş                    | 26   |
| 2014-15 | Fernandão         | Bursaspor                   | 28   |
| 2013-14 | Aatif Chahechouhe | Sivasspor                   | 19   |
| 2012-13 | Burak Yılmaz      | Galatasaray SK              | 24   |
| 2011-12 | Burak Yılmaz      | Trabzonspor                 | 33   |
| 2010-11 | Alex              | Fenerbahçe                  | 28   |
| 2009-10 | Ariza Makukula    | Kayserispor                 | 21   |
| 2008-09 | Milan Baroš       | Galatasaray SK              | 20   |
| 2007-08 | Semih Şentürk     | Fenerbahçe                  | 17   |
| 2006-07 | Alex              | Fenerbahçe                  | 19   |
| 2005-06 | Gökhan Ünal       | Kayserispor                 | 25   |
| 2004-05 | Fatih Tekke       | Trabzonspor                 | 31   |
| 2003-04 | Zafer Biryol      | Konyaspor                   | 25   |
| 2002-03 | Okan Yılmaz       | Bursaspor                   | 24   |
| 2001-02 | Arif Erdem        | Galatasaray SK              | 21   |
| 2000-01 | Okan Yılmaz       | Bursaspor                   | 23   |

### Meilleurs passeurs par saison
| Saison  | Joueur             | Club                         | Passes |
| ------- | ------------------ | ---------------------------- | ------ |
| 2023-24 | Dries Mertens      | Galatasaray SK               | 16     |
| 2022-23 | Kerem Aktürkoğlu   | Galatasaray SK               | 11     |
| 2021-22 | Matías Vargas      | Adana Demirspor              | 13     |
| 2020-21 | Rachid Ghezzal     | Beşiktaş JK                  | 17     |
| 2019-20 | Edin Višća         | Istanbul Başakşehir          | 12     |
| 2018-19 | Edin Višća         | Istanbul Başakşehir          | 14     |
| 2017-18 | Edin Višća         | Istanbul Başakşehir          | 15     |
| 2016-17 | Wesley Sneijder    | Galatasaray SK               | 15     |
| 2015-16 | José Sosa          | Beşiktaş JK                  | 12     |
| 2014-15 | Mehmet Ekici       | Trabzonspor                  | 10     |
| 2013-14 | Cicinho            | Sivasspor                    | 15     |
| 2012-13 | Pablo Batalla      | Bursaspor                    | 17     |
| 2011-12 | Selçuk İnan        | Galatasaray SK               | 15     |
| 2010-11 | Alex de Souza      | Fenerbahçe SK                | 17     |
| 2009-10 | Arda Turan         | Galatasaray SK               | 14     |
| 2008-09 | Cassio Lincoln     | Galatasaray SK               | 15     |
| 2007-08 | Alex de Souza      | Fenerbahçe SK                | 12     |
| 2006-07 | Gökdeniz Karadeniz | Trabzonspor                  | 16     |
| 2005-06 | Alex de Souza      | Fenerbahçe SK                | 26     |
| 2004-05 | Alex de Souza      | Fenerbahçe SK                | 16     |
| 2003-04 | Ibrahima Yattara   | Trabzonspor                  | 12     |
| 2002-03 | Timuçin Bayazıt    | Malatyaspor                  | 14     |
| 2001-02 | Hakan Keleş        | MKE Ankaragücü               | 13     |
| 2000-01 | Milan Rapaić       | Fenerbahçe SK                | 21     |
| 1999-00 | Sergen Yalçın      | Fenerbahçe SK/Galatasaray SK | 14     |
| 1998-99 | Hakan Şükür        | Galatasaray SK               | 15     |
| 1997-98 | Gheorghe Hagi      | Galatasaray SK               | 13     |

## Compétitions européennes

### Classement du championnat
Le tableau ci-dessous récapitule le classement de la Turquie au coefficient UEFA depuis 1960. Ce coefficient par nation est utilisé pour attribuer à chaque pays un nombre de places pour les compétitions européennes ainsi que les tours auxquels les clubs doivent entrer dans la compétition.
| 1960 | 1961 | 1962 | 1963 | 1964 | 1965 | 1966 | 1967 | 1968 | 1969 | 1970 | 1971 | 1972 | 1973 | 1974 | 1975 | 1976 | 1977 | 1978 | 1979 |
| ---- | ---- | ---- | ---- | ---- | ---- | ---- | ---- | ---- | ---- | ---- | ---- | ---- | ---- | ---- | ---- | ---- | ---- | ---- | ---- |
| 18   | 19   | 20   | 19   | 15   | 18   | 19   | 21   | 21   | 22   | 18   | 19   | 17   | 18   | 19   | 23   | 23   | 23   | 22   | 23   |
| 1980 | 1981 | 1982 | 1983 | 1984 | 1985 | 1986 | 1987 | 1988 | 1989 | 1990 | 1991 | 1992 | 1993 | 1994 | 1995 | 1996 | 1997 | 1998 | 1999 |
| 25   | 25   | 28   | 27   | 26   | 27   | 26   | 24   | 26   | 24   | 24   | 23   | 18   | 13   | 12   | 10   | 11   | 8    | 14   | 14   |
| 2000 | 2001 | 2002 | 2003 | 2004 | 2005 | 2006 | 2007 | 2008 | 2009 | 2010 | 2011 | 2012 | 2013 | 2014 | 2015 | 2016 | 2017 | 2018 | 2019 |
| 11   | 7    | 8    | 10   | 10   | 11   | 15   | 14   | 11   | 11   | 11   | 10   | 11   | 10   | 11   | 12   | 11   | 10   | 10   | 10   |
| 2020 | 2021 | 2022 | 2023 | 2024 | 2025 |      |      |      |      |      |      |      |      |      |      |      |      |      |      |
| 11   | 13   | 20   | 12   | 9    | 10   |      |      |      |      |      |      |      |      |      |      |      |      |      |      |

Le tableau suivant affiche le coefficient actuel du championnat turc.
| Rang | Pays               | 2020-2021 | 2021-2022 | 2022-2023 | 2023-2024 | 2024-2025 | Coefficient |
| ---- | ------------------ | --------- | --------- | --------- | --------- | --------- | ----------- |
| 8    | Belgique           | 6,000     | 6,600     | 14,200    | 14,400    | 15,650    | 56,850      |
| 9    | République tchèque | 6,600     | 6,700     | 6,750     | 13,500    | 10,550    | 44,100      |
| 10   | Turquie            | 3,100     | 6,700     | 11,800    | 12,000    | 10,300    | 43,900      |
| 11   | Norvège            | 6,500     | 7,625     | 5,750     | 8,000     | 11,812    | 39,687      |
| 12   | Grèce              | 5,100     | 8,000     | 2,125     | 11,400    | 12,687    | 39,312      |

### Coefficient UEFA des clubs
| Rang | Club                | 2020-2021 | 2021-2022 | 2022-2023 | 2023-2024 | 2024-2025 | Coefficient |
| ---- | ------------------- | --------- | --------- | --------- | --------- | --------- | ----------- |
| 47   | Fenerbahçe SK       | -         | 5000      | 17,000    | 14,000    | 11,250    | 47,250      |
| 58   | Galatasaray SK      | 2,500     | 15,000    | -         | 8,000     | 12,750    | 38,250      |
| 82   | Istanbul Başakşehir | 6,000     | -         | 12,000    | -         | 5,000     | 23,000      |
| 110  | Sivasspor           | 4,000     | 2,500     | 10,000    | -         | -         | 16,500      |
| 113  | Beşiktaş JK         | 2,000     | 4,000     | -         | 3,000     | 6,000     | 15,000      |
| 148  | Trabzonspor         | -         | 2,500     | 6,000     | -         | 2,500     | 11,000      |